# Peebles (Ohio)
Peebles – wieś w Stanach Zjednoczonych, w stanie Ohio, w hrabstwie Adams.